# Lachnellula calyciformis
Lachnellula calyciformis är en svampart som först beskrevs av Carl Ludwig von Willdenow, och fick sitt nu gällande namn av Dharne 1965. Lachnellula calyciformis ingår i släktet Lachnellula och familjen Hyaloscyphaceae.  Arten är reproducerande i Sverige. Inga underarter finns listade i Catalogue of Life.